# Nausithoe atlantica
Nausithoe atlantica är en manetart som beskrevs av Hjalmar Broch 1914. Nausithoe atlantica ingår i släktet Nausithoe och familjen Nausithoidae. Inga underarter finns listade i Catalogue of Life.